# Sad Puppies

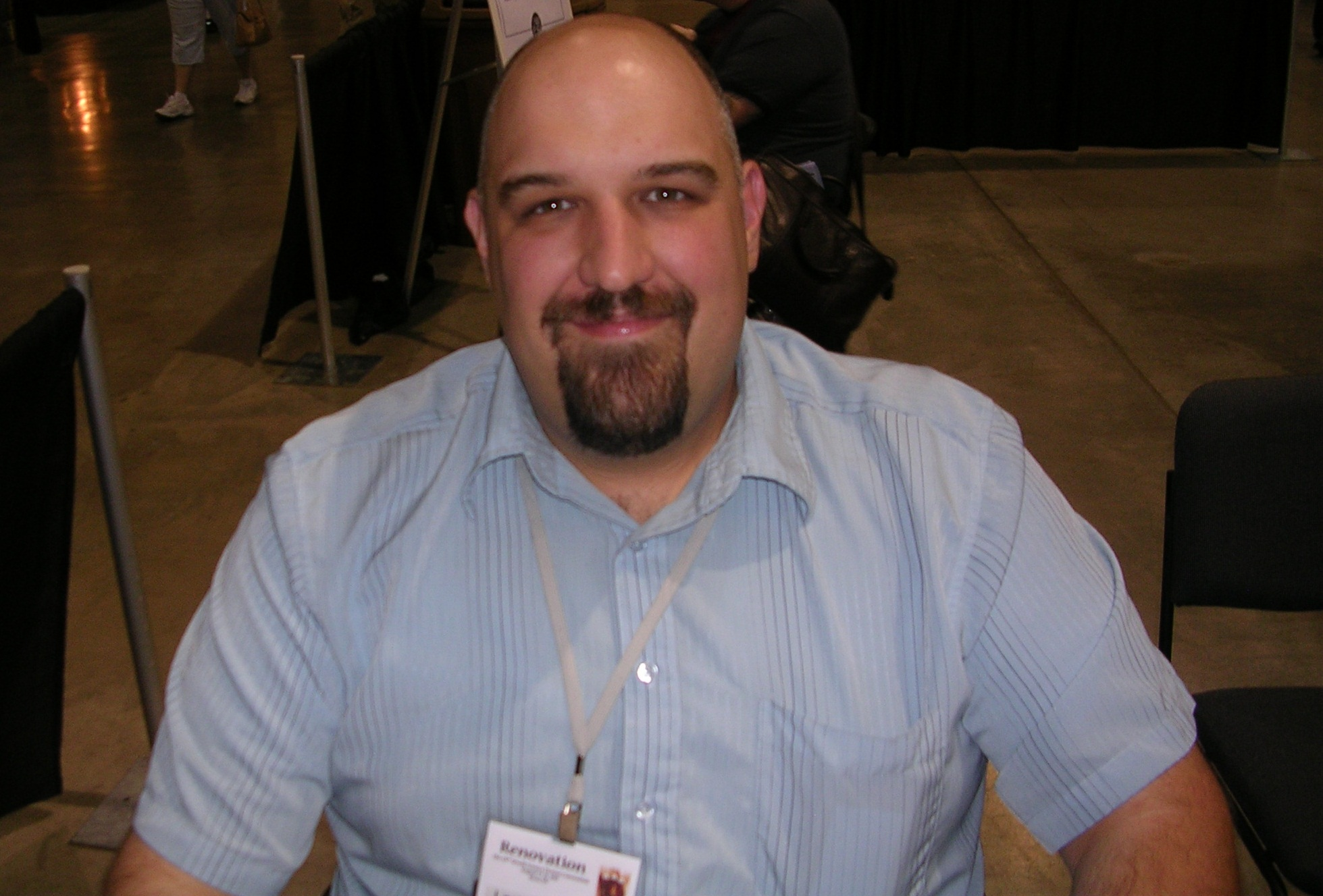
Larry Correia - założyciel "Sad Puppies"

Sad Puppies – nieudana, prawicowa kampania prowadzona w latach 2013-2017, która miała na celu wpłynięcie na wyniki przyznawanej co roku Nagrody Hugo. Rozpoczął ją Larry Correia, który chciał sprawić, by jego powieść, Monster Hunter Legion, zdobyła nominacje. W 2015 kierownictwo przejął Brad R. Torgersen. Według Los Angeles Times aktywiści oskarżyli Hugo Award o faworyzowanie autorów i artystów, którzy nie są hetero, biali i nie są mężczyznami.